# Vertain
Vertain – miejscowość i gmina we Francji, w regionie Hauts-de-France, w departamencie Nord.
Według danych na rok 1990 gminę zamieszkiwało 525 osób, a gęstość zaludnienia wynosiła 91 osób/km² (wśród 1549 gmin regionu Nord-Pas-de-Calais Vertain plasuje się na 765. miejscu pod względem liczby ludności, natomiast pod względem powierzchni na miejscu 614.).